# ATP Challenger Suzhou
Das ATP Challenger Suzhou (offizieller Name: China International Suzhou) war ein Tennisturnier in Suzhou, das von 2015 bis 2017 ausgetragen wurde. Es war Teil der ATP Challenger Tour und wurde auf Hartplatz ausgetragen.

## Liste der Sieger

### Einzel
| Jahr | Sieger            | Finalgegner    | Ergebnis        |
| ---- | ----------------- | -------------- | --------------- |
| 2017 | Miomir Kecmanović | Radu Albot     | 6:4, 6:4        |
| 2016 | Lu Yen-hsun       | Stefan Kozlov  | 6:0, 6:1        |
| 2015 | Dudi Sela         | Matija Pecotić | 6:1, 1:0 aufgg. |

### Doppel
| Jahr | Sieger                              | Finalgegner                        | Ergebnis          |
| ---- | ----------------------------------- | ---------------------------------- | ----------------- |
| 2017 | Gao Xin Sun Fajing                  | Gong Maoxin Zhang Ze               | 7:65, 4:6, [10:7] |
| 2016 | Michail Jelgin Alexander Kudrjawzew | Andrea Arnaboldi Jonathan Eysseric | 4:6, 6:1, [10:7]  |
| 2015 | Lee Hsin-han Denys Moltschanow      | Gong Maoxin Peng Hsien-yin         | 3:6, 7:65, [10:4] |